# Suchá Rybná
Suchá Rybná (německy Ribnau) je malá vesnice, část obce Svídnice v okrese Rychnov nad Kněžnou. Nachází se asi 1,5 km na severovýchod od Svídnice. V roce 2009 zde bylo evidováno 18 adres. V roce 2001 zde trvale žilo 26 obyvatel.
Suchá Rybná leží v katastrálním území Svídnice u Kostelce nad Orlicí o výměře 4,62 km2.
Kontinuální osídlení Suché Rybné je jedno z nejstarších v regionu, s počátky v raném 13. století, a svou podobou je stále typickým příkladem pro raný středověk 

## Další fotografie

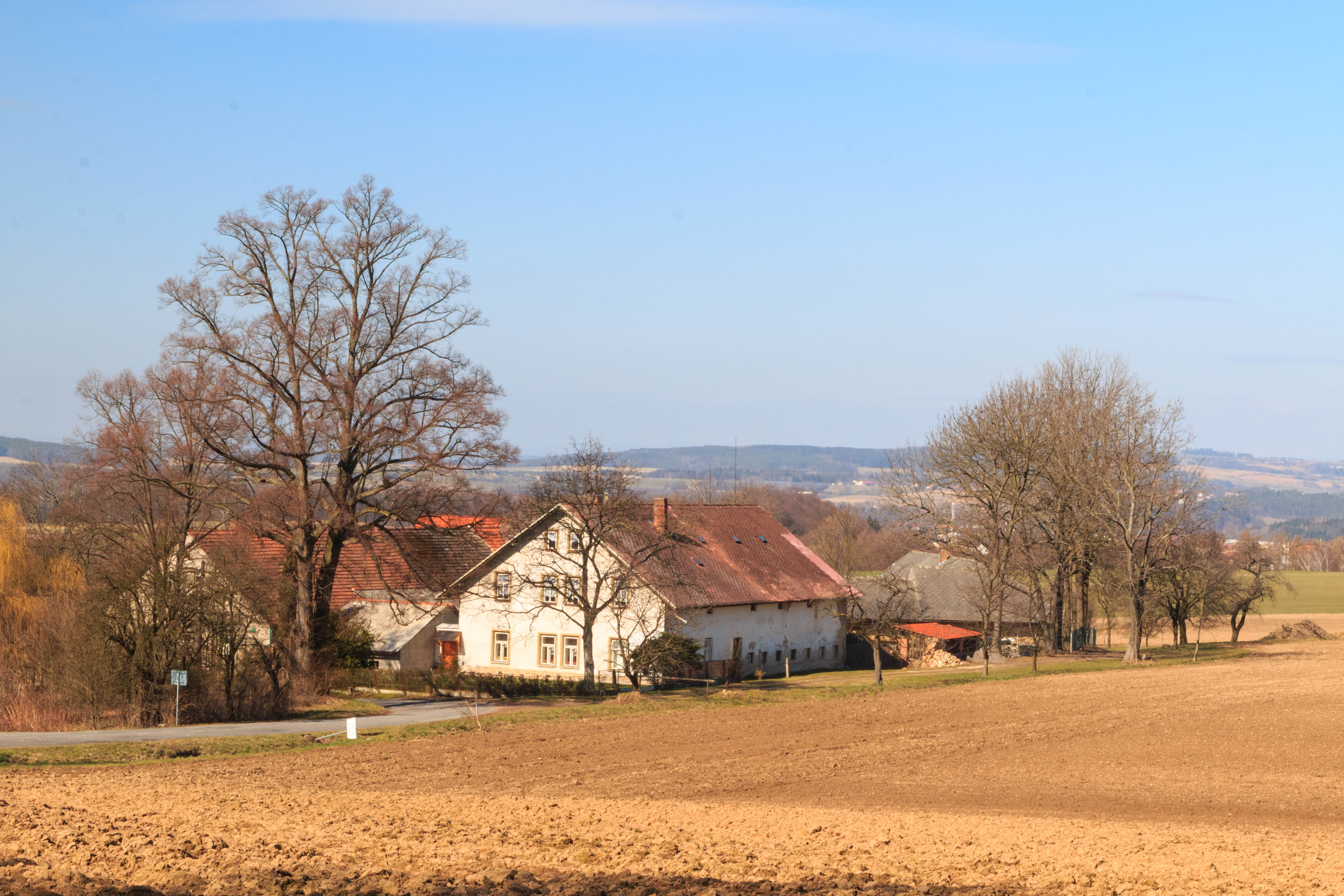
Suchá Rybná – čp. 8
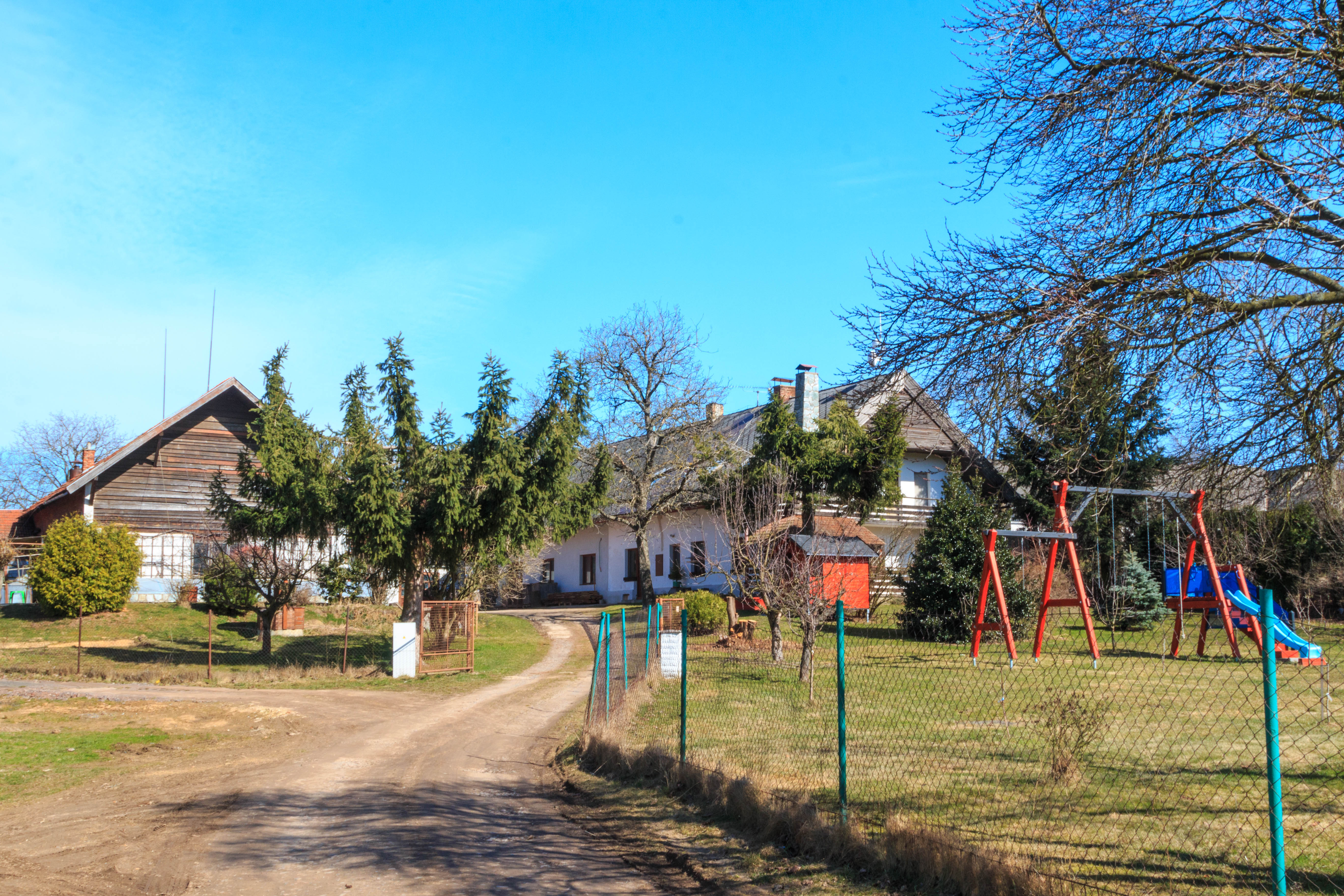
Suchá Rybná – čp. 4
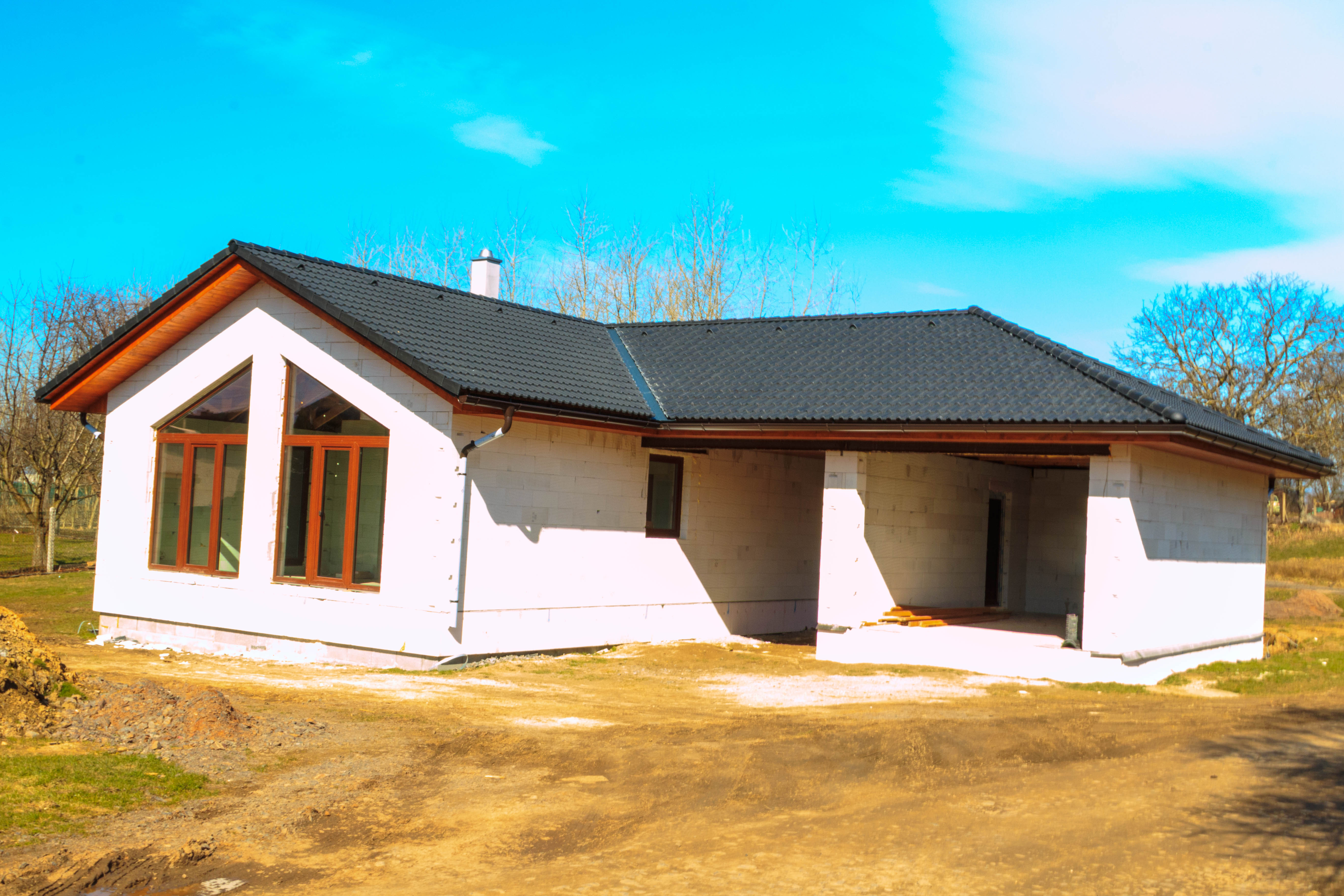
Suchá Rybná – novostavba
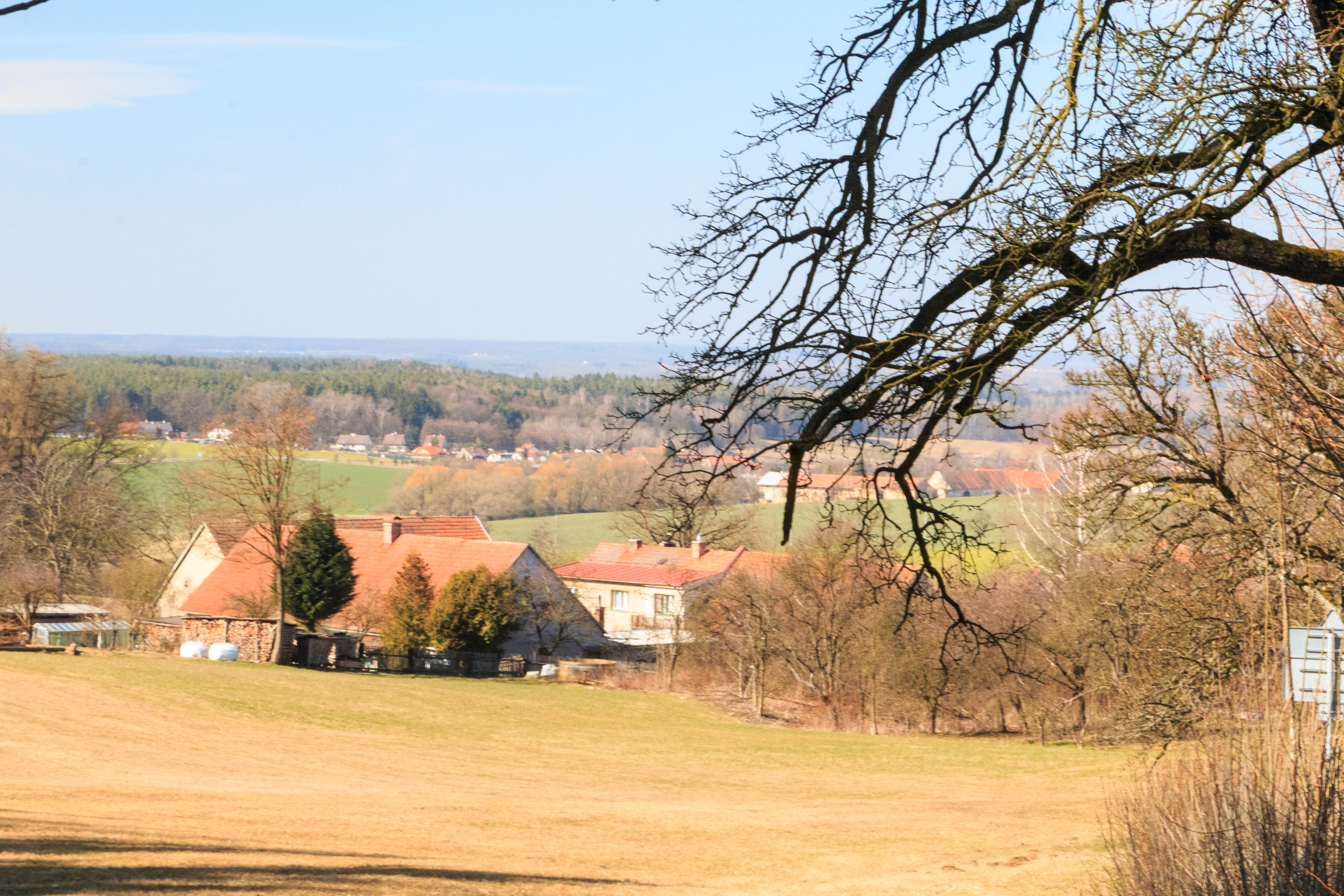
Suchá Rybná – čp. 10